# Mélonite
La mélonite (ou melonite) est un minéral métallique, tellurure de nickel, présent sous forme de plaques hexagonales, de taille jusqu'à 1 cm, et de petites particules stratifiées. Sa formule chimique est NiTe2. Il est opaque et de couleur blanche à blanc rougeâtre, mais l'oxydation dans l'air lui donne un ternissement brun.
La mélonite a été décrite pour la première fois à partir d'échantillons provenant de la mine Melones (à l'origine de son nom) et de la mine Stanislaus dans le comté de Calaveras, en Californie, en 1866, par Frederick Augustus Genth (en). L'IMA lui a attribué le symbole Mlt. Elle est polymorphe de la merenskyite.

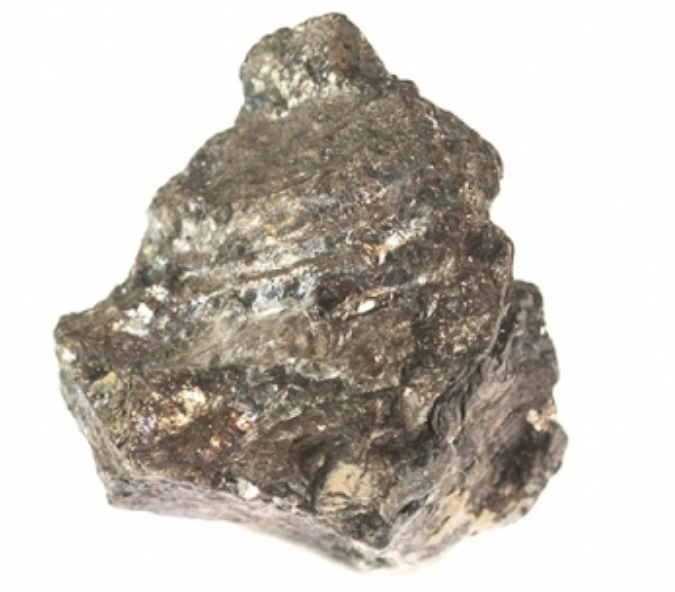
Melonite et calavérite, Kambalda, Coolgardie Shire, Australie occidentale. La mélonite est un tellurure de nickel rare. Il s'agit d'une masse foliée solide et voyante de mélonite lustrée légèrement irisée avec un peu de pyrite dorée et cuivrée d'un côté de cette importante région productrice de nickel.
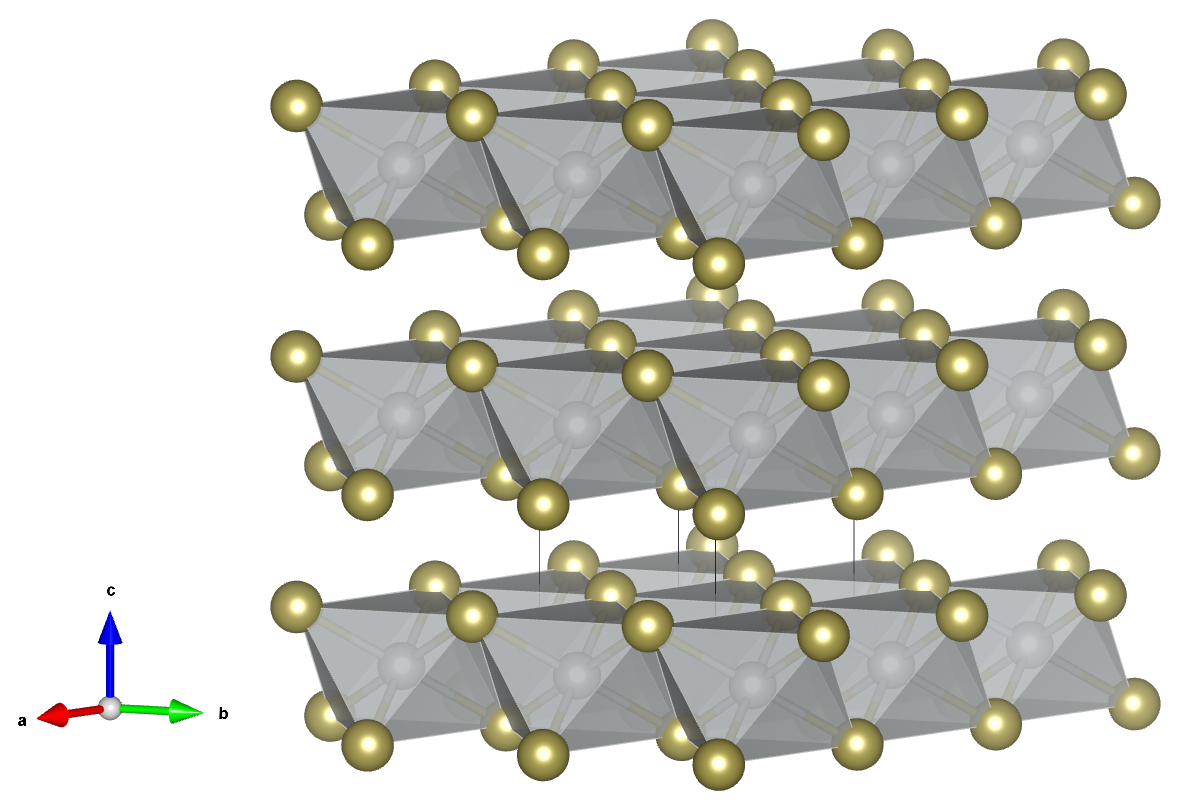
Structure cristalline de la mélonite (Wyckoff 1963), alignement standard cristallographique.

La mélonite se présente sous forme de cristaux trigonaux, qui se fendent dans une direction {0001}. Elle a une densité de 7,72 et une dureté très faible : 1 à 1,5. Elle se trouve avec d'autres minéraux de tellure dans les derniers stades des veines hydrothermales formées à des températures modérées ou basses. On la trouve également dans les dépôts de sulfures magmatiques à haute température.
Ces gisements sont nombreux et on la trouve associée à d'autres minéraux : altaïte, petzite, hessite, calavérite, coloradoïte, krennerite, tellurobismuthite, montbrayite, pyrite, chalcopyrite, pentlandite, pyrrhotite, et aussi à l'or.